# Euryglossula variepicta
Euryglossula variepicta är en biart som beskrevs av Exley 1969. Euryglossula variepicta ingår i släktet Euryglossula och familjen korttungebin. Inga underarter finns listade i Catalogue of Life.

## Bildgalleri

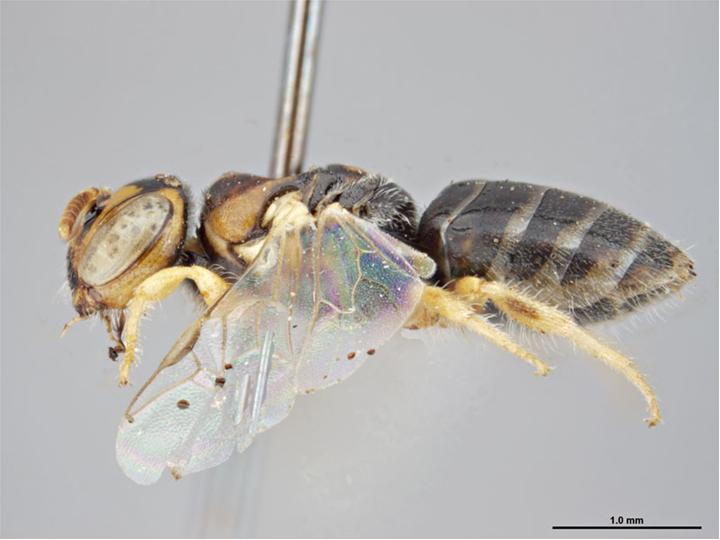